# Nyctemera angaurensis
Nyctemera angaurensis är en fjärilsart som beskrevs av Matsumura 1931. Nyctemera angaurensis ingår i släktet Nyctemera och familjen björnspinnare. Inga underarter finns listade i Catalogue of Life.